# 深浦正文
深浦 正文（ふかうら せいぶん、1889年2月23日 - 1968年7月31日）は、浄土真宗の僧、仏教学者。
奈良県出身。佛教大学（のち龍谷大学）卒、浄土真宗本願寺派。インド留学ののち、1920年仏教大教授。1940年西本願寺勧学。1950年「唯識思想の起源及び発達」で龍谷大学より文学博士の学位を取得。1955年から米国、カナダ、ハワイの開教区特命布教師。

## 著書
- 『仏教研究法』丙午出版社 1923 仏教大観
- 『仏教聖典概論』生田書店 1924
- 『経典の概要』仏教文化協会 1926
- 『仏教文学物語』東林書房 1929
- 『唯識論解説』竜谷大学出版部 1933-1934 のち第一書房
- 『日本精神と仏教』東林書房 1934
- 『勝鬘経講話』興教書院 1935
- 『維摩経解説』興教書院 1939
- 『仏教文化物語』興教書院 1941
- 『日本仏教の根本使命』向陽書荘 1943
- 『宗教と芸術 趣味随筆』永田文昌堂 1951
- 『輪廻転生の主体 何が生死に輪廻するか何が浄土に往生するか』永田文昌堂 1953
- 『唯識学研究』永田文昌堂 1954
- 『なぜ人生に宗教が必要か 新らしき仏教入門』永田文昌堂・永田新書 1955
- 『業の問題』永田文昌堂・永田新書 1957
- 『物がたり親鸞聖人と浄土三部経 話材と教材』永田文昌堂 1958
- 『女性美のかがやき』永田文昌堂 1959
- 『仏伝文学物語』誠信書房 1961
- 『新稿仏教研究法』誠信書房 1963
- 『大乗仏説非仏説の問題』永田文昌堂 1963 仏教問題新書
- 『仏教文学概論』永田文昌堂 1970

## 共著
- 『現代人の宗教的疑問の解答』全6輯 大原性実共著 永田文昌堂 1950-1956

## 参考サイト
- デジタル版日本人名大辞典：深浦正文（読み）ふかうらしょうぶん　日本大百科全書(ニッポニカ)「深浦正文」の解説　深浦正文　ふかうらしょうぶん（1889―1968） 2022年10月閲覧